# Alexandre Balas
Alexandre Balas foi um rei selêucida que reinou entre 150 a.C. e 145 a.C.. Ele foi o sucessor de Demétrio I Sóter e foi sucedido por Demétrio II Nicátor.
Alexandre era natural de Éfeso, possuindo origens humildes. Apesar disso conseguiu conquistar o trono selêucida fazendo-se passar por filho do rei Antíoco IV Epifânio com o qual teria uma grande semelhança física. Com a ajuda de mercenários,[carece de fontes?] conseguiu derrotar e matar o herdeiro legítimo do trono, Demétrio I Sóter.
Foi apoiado nas suas pretensões pelo reino de Pérgamo, pelo Egpito ptolemaico e pelo senado romano.
Na Bíblia (1º Livro dos Macabeus) Alexandre Balas é designado como Alexandre Epifânio. Sabe-se que obteve a lealdade de Jónatas, chefe dos judeus, ao qual prometeu uma túnica púrpura, uma coroa de ouro e o cargo de sumo sacerdote, apesar deste não ter ligação com as famílias sacerdotais.
Casou com Cleópatra Teia, filha do rei egípcio Ptolemeu VI Filómetor, mas o pai desta considerou o casamento inválido e entregou-a a Demétrio II Nicátor, novo pretendente ao trono selêucida que decidiu apoiar. Demétrio enfrentou Alexandre numa batalha que teve lugar perto de Antioquia. Quanto este tentava fugir foi decapitado por Zabdiel da Arábia.